# Munroeův efekt
Munroeův efekt je soustředění velké části energie speciálně tvarované nálože do úzkého paprsku. Jev poprvé popsal Charles E. Munroe v roce 1888. Na principu tohoto jevu funguje kumulativní střela, bazuka a pancéřová pěst.

## Objev jevu
Profesor Munroe byl zaměstnán jako chemik torpédových dílen v americkém Newportu. Jedním z jeho úkolů byly zkoušky dodávaných náloží. Při nich si povšiml zvláštního úkazu: nálože z lisované střelné bavlny, v nichž byl vyvrtán otvor pro roznětku, propalovaly pravidelně do podkladové desky otvory, velké jako nezaplněný otvor. Jevu se důkladněji věnoval a detailně jej popsal. Jako demonstraci předvedl propálení stěny starého sejfu několikanásobně slabší náloží, než by měla být potřebná bez vytvarování. Nálož upravil tak, že výbušninou obložil prázdnou plechovku, kterou přiložil na stěnu pokladny.

## Využití
Vojenské využití tohoto jevu bylo realizováno až během 2. světové války. V USA a Německu byly nezávisle vyvinuty bazuka a pancéřová pěst. 
V současné době se používá střelivo založené na tomto principu pro ničení pancéřové techniky. Speciálně tvarovaná nálož je schopna prorazit pancíř, jehož tloušťka odpovídá několikanásobku ráže střely. Proti moderním tankům je však toto střelivo méně účinné – jeho účinek je eliminován vrstveným pancířem a zvlášť k tomuto účelu vyvinutým aktivním pancéřováním.